# La Línea 100x100
La Línea 100x100 es un partido político municipalista y autonomista de La Línea de la Concepción, España.

## Propuestas
Su principal propuesta es la de convertir La Línea de la Concepción en una Ciudad Autónoma al estilo de Ceuta o Melilla, mediante un referéndum acordado con el Estado español.
Su aparición y éxito en su primera convocatoria electoral en 2015 inspiró la creación de otros partidos locales similares en el Campo de Gibraltar, como Los Barrios 100x100, fundado principalmente por políticos del desaparecido Partido Andalucista y que desde 2019 ostenta la alcaldía de Los Barrios, y San Roque 100x100, que también consiguió representación con dos concejales en el pleno municipal. Peor suerte corrió Algeciras 100x100 que no logró entrar en el Ayuntamiento de Algeciras.
Aparte de en el Ayuntamiento de la Línea, gobiernó en coalición con el PSOE en la Diputación de Cádiz, con el apoyo de sus dos diputados. Teniendo la vicepresidencia segunda y el área de Transición Ecológica y Desarrollo Sostenible.
El 16 de junio de 2023, se firma un acuerdo con el PP para gobernar la Diputación de Cádiz.

## Resultados electorales

### Elecciones municipales[9]
Actualmente gobierna con mayoría absoluta en el Consistorio de La Línea de la Concepción.
|  | 30,95 % |

|  | 67,51 % |

|  | 75,18 % |